# Feuerfarbene Eintagsfliege

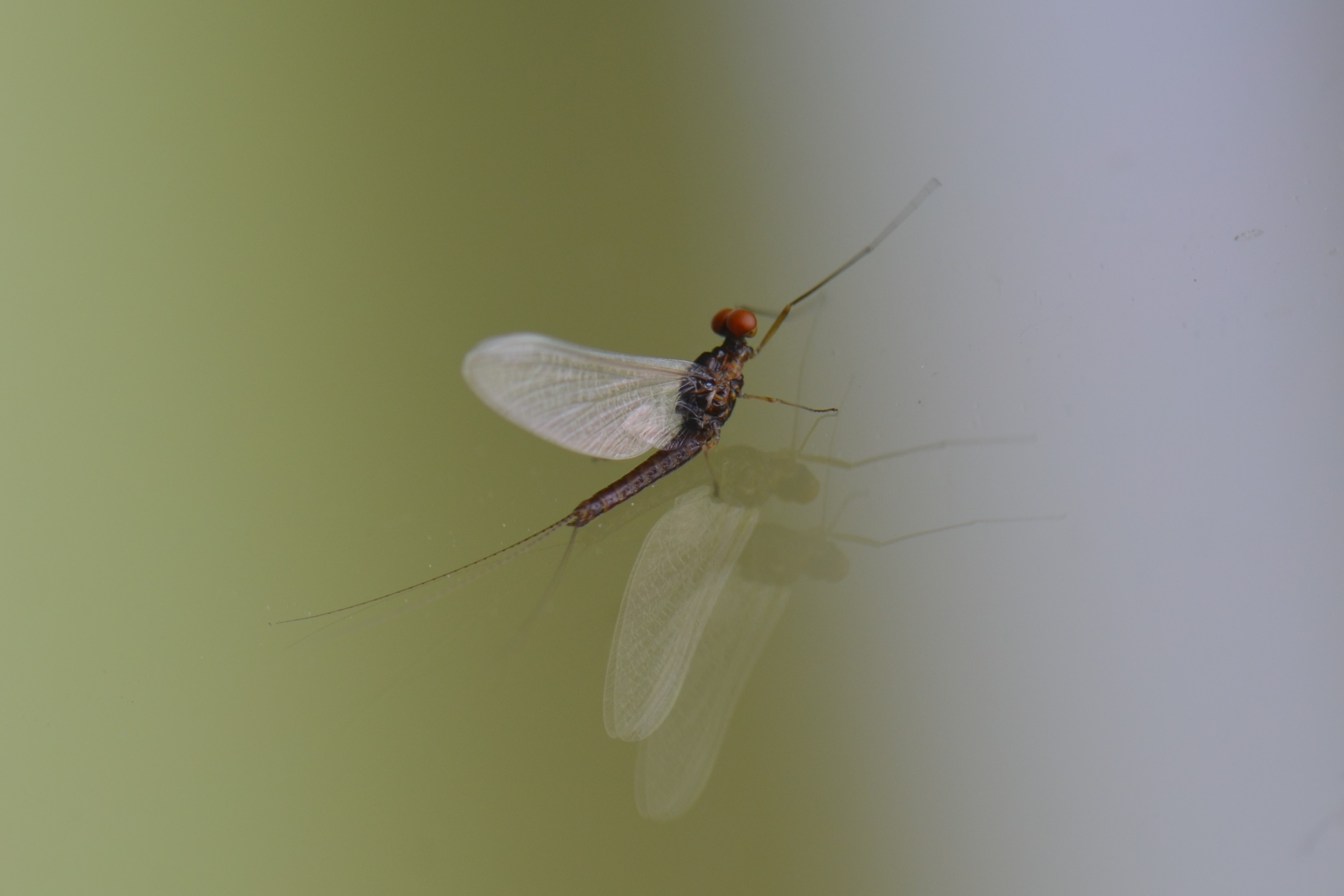
Ein Männchen von Serratella ignita

Die Feuerfarbene Eintagsfliege (Serratella ignita, Syn. Ephemerella ignita) ist eine Art der zu den Insekten gehörenden Eintagsfliegen und in Europa beheimatet.

## Merkmale
Die Körperlänge beträgt 6–9,5 mm bei den Männchen und 6–10 mm bei den Weibchen, Cerci und Terminalfilum messen weitere 7–11 mm. Die Vorderflügellänge beträgt 5,5–11 mm. Die Flügel sind transparent mit bräunlichen Längsadern und transparenten Queradern. Die Flügeladern Cu1 und Cu2 (Cubitus) liegen an der Wurzel dicht beieinander. Das Abdomen der Art ist rotbraun bis rötlichgelb gefärbt, die drei Schwanzfäden (2 Cerci + 1 Terminalfilum) weisen dunkle Ringe auf. Die Beine sind gelb bis gelbbraun gefärbt, wobei die Gelenke dunkler gefärbt sind.
Die gedrungenen und nur gering abgeplatteten Larven erreichen Körperlängen von 5,5–12 mm. Sie haben gelbbraun geringelte Beine und weisen wie die adulten Tiere zwei Cerci und ein Terminalfilum auf. Von den fünf Tracheenkiemenpaaren des Abdomens sind nur vier sichtbar. Das Abdomen ist meist mit zwei dornigen Längsreihen besetzt. Man findet die Larven meist von Mai bis September.
Eine ähnliche Art stellt Ephemerella notata dar, die etwas fahler gefärbt ist und deren Abdomen ventral schmale schwarze Abzeichen trägt.

## Verbreitung und Lebensraum
Die Art lebt überwiegend in Mittel- und Nordeuropa. Im Westen kommt sie von der Iberischen Halbinsel über die Pyrenäen und Frankreich bis nach Großbritannien und Irland vor. Östlich davon besiedelt sie Korsika, den äußersten Norden Italiens, die Schweiz, Deutschland, Belgien, Luxemburg und die Niederlande. Im Norden lebt die Art in Dänemark, Schweden, Norwegen und seltener in Finnland, wobei sie auch nördlich des Polarkreises noch zu finden ist. Auch aus Estland, Polen, Tschechien, Österreich und Slowenien ist die Art bekannt, in Osteuropa ist sie vermutlich noch weiter verbreitet und kommt hier ostwärts bis nach Asien vor, bekannt ist sie z. B. auch aus der Türkei, Albanien, Griechenland, Bulgarien und Russland sowie weiteren Ländern in Osteuropa. Es existieren Fundmeldungen aus Zentralasien und dem Nahen Osten. Ob es sich bei Fundmeldungen von der Koreanischen Halbinsel wirklich um Vertreter dieser Art handelt, ist zweifelhaft.
Die Larven leben fast ausschließlich in fließenden Gewässern, wie schnellfließenden Flüssen und Bächen, in Niederungen und Hügellandschaften. Seltener kommen sie auch in Seen vor. Häufig findet sich in den Lebensräumen Moos.

## Lebensweise
Die Imagines fliegen von April bis September, meist jedoch von Juni bis September, häufig in großer Zahl und bei fast jedem Wetter. Ihre Flugzeit variiert je nach Regionalklima. Die adulten Eintagsfliegen besitzen nur verkümmerte Mundwerkzeuge und nehmen keine Nahrung zu sich. Ihre Lebenszeit beträgt nur einige Stunden bis wenige Tage.
Die Männchen schwärmen morgens bei Sonnenaufgang, nachmittags und abends bei Sonnenuntergang. Die Weibchen fliegen daraufhin zu den schwärmenden Männchen, die Paarung erfolgt im Flug. Ein Weibchen kann bis zu 1200 reife Eier produzieren. Die Eiablage erfolgt meist nachts und ebenfalls im Flug. Dazu fliegt das Weibchen flussaufwärts und wirft die ein oder zwei Eiklumpen als Ganzes über dem Wasser ab, bevorzugt an turbulenten Stellen der Gewässer. Nach der Eiablage fällt das erschöpfte Weibchen meist ins Wasser und stirbt. Die abgelegten Eier quellen auf und setzen sich am Substrat fest, die Überwinterung erfolgt im Eistadium. Die Embryonalentwicklung und der Schlupfzeitpunkt der Larven sind von der Temperatur abhängig. Die im Wasser lebenden Larven können schwimmen, bewegen sich die meiste Zeit aber über den Grund der Gewässer und sitzen häufig versteckt unter Steinen. Sie weiden Kieselalgen von Oberflächen und Wasserpflanzen ab oder fressen Detritus und anderes organisches Material wie Pilzhyphen und Pollen. In Studien bei 18° C wurden Wachstumsraten der Larven von 4,6 % der Körperlänge pro Tag bei Kieselalgennahrung und 1,52 % der Körperlänge pro Tag bei Detritusnahrung ermittelt. Nach Abschluss der Larvalentwicklung schlüpfen die Subimagines auf der Wasseroberfläche. Diese häuten sich anschließend noch einmal zur Imago. 
In Höhenlagen über 1000 m in der Schweiz ist die Art ebenfalls univoltin und durchläuft einen Lebenszyklus mit Schlupf und schnellem Wachstum der Larven im Spätfrühling und Sommer, Schlupf der Subimagines und Imagines von Juli bis September und einer langen Ei-Diapause im Winter. Die Art kann sich sowohl in permanenten als auch in temporären Gewässern entwickeln, wie Beobachtungen in Spanien zeigten. In beiden Fällen benötigten die Larven nur 4–5 Monate für ihre Entwicklung. Das Ausweichen auf temporäre Gewässer könnte der Art helfen, mit den Folgen der Globalen Erwärmung in Südeuropa zurechtzukommen. In Spanien wurden auch nach der Flugzeit noch wenige Nymphen in den Gewässern gefunden, diese gehörten jedoch nicht zur neuen Generation, sondern konnten sich während des Sommers nicht schnell genug entwickeln, um bis zu den Schwarmflügen das Stadium der Imago zu erreichen.

## Taxonomie
Nicolaus Poda von Neuhaus beschrieb die Art 1761 als Ephemera ignita. Aus dem gleichen Jahr stammt von ihm das Synonym Ephemerella ignita. Weitere Synonyme lauten Ephemerella lactata Bengtsson, 1909, Ephemerella torrentium Bengtsson, 1917, Ephemerella sibirica Tshernova, 1952 und Drunella karasuensis Kustareva, 1976. Der gültige Name der Art lautete lange Zeit Ephemerella ignita, bevor sie wieder der Gattung Serratella zugeordnet wurde. Aus diesem Grund findet sich in der Literatur häufig das Synonym Ephemerella ignita.